# گریز (فیلم ۱۳۷۱)
گریز فیلمی به کارگردانی ناصر مهدی پور و نویسندگی فریدون جیرانی محصول سال ۱۳۷۱ است. فیلم فروش بسیار بالایی در شهرستانها داشت و تا چهار سال اکران میشد. 

## خلاصه داستان
در پی اختلاف و جدالی که بین دو گروه از قاچاقچیان مواد مخدر پیش می‌آید به پاسگاه مرزی اطلاع داده می‌شود که محموله‌ای از مواد مخدر در حال عبور از مرکز کشور است..

## بازیگران
- فرامرز قریبیان
- بهزاد جوانبخش
- مهناز اسلامی
- پروین سلیمانی
- احمد معینی
- اکبر اصفهانی
- سیما روحانی پور
- علی نظری
- اشکان اسلامی
- علی اخوان
- اکبر جعفری
- فخرالدین قره باغی
- علی سهیلی
- رضا زارع
- حسن ساعدی
- جلال هاشمی
- عباس مختاری
- حسین یاری
- امیر کبودساز
- مریم نوازشی
- کاظم پوررضوی
- صادق ورشویی
- مرتضی یوسفی
- جواد غلامی
- حمید افلاطونیان
- مهدی اخوان
- اسماعیل عرب باغی
- محمدمهدی بمانی
- علیرضا فتحی
- محمدرضا دهقانی
- بهروز پیروزیان
- فرشید بیطرف
- حسن کوراوغلی
- حسن شکاری
- داوود اسکندری
- یوسف نوروزی
- مصطفی رستمی
- محمود دهقان مهرجردی
- محمد صادق پور
- حسن محسن آبادی
- علی نوایی
- صفرعلی امینی
- یداله فهیمی
- هوشنگ افشار
- صفدر سیاهپوش
- محمدعلی چوبدار
- حسین زارعیان
- حسن ایزدی شهری
- محمدعلی منتظر
- محمدرضا یوسفی
- مهدی بهبهانی